# Abercrombie Station
 „Abercrombie Station - Stația Abercrombie” este o povestire science-fiction a autorului american Jack Vance. A apărut prima dată în numărul din februarie 1952 al Thrilling Wonder Stories. În 1965, a fost redenumită "Monsters in Orbit" - „Monștri pe orbită” și publicată într-o ediție Ace Double. În 1976 a fost reeditată, cu titlul original, în The Best of Jack Vance (de către Pocket Books). A apărut și în cartea Hard Luck Diggings: The Early Jack Vance din 2010 publicată de Subterranean Press. 

## Rezumat
Jean Parlier, o frumoasă adolescentă, dar mortală, este angajată de un bărbat misterios pentru a seduce și pentru a se căsători cu presupusul moștenitor al stației Abercrombie, pentru suma de un milion de dolari. Stația Abercrombie orbitează Pământul ca o stație spațială a plăcerilor care se ocupă de capriciile obezilor. În spațiu, fără gravitație, oamenii bogați, corpolenți, locuiesc într-un exces decadent. În cadrul mini-societății stației, obezitatea devine standardul suprem al frumuseții. 
Moștenitorul stației Abercrombie, Earl, este acru și crud, iar Jean, care lucrează ca slujitoare, face un contact direct cu acesta, doar pentru a-i provoca mânia. Forțată să apeleze la subterfugii, Jean intră în apartamentele sale private și descoperă că Earl a adunat o adevărată grădină zoologică de creaturi maligne din toată galaxia ținute în animație suspendată. Earl se angajează în activități nesănătoase cu acești extratereștri și Jean își dă seama că nu poate continua cu planul ei de a se căsători cu el. 
Înapoi pe Pământ, ea renegociază cu bărbatul misterios care a angajat-o și descoperă că este de fapt Lionel, moștenitorul dispărut al stației care locuiește în exil. Are dimensiuni normale și a plecat pe Pământ pentru a găsi o femeie grasă, dispusă să-l iubească. Jean și Lionel se întorc pe stație, forțându-l pe Earl să-și expună grădina zoologică unde l-a prins și ascuns și pe fratele său mai mare Hugo, care era presupus mort. Earl este dezvăluit a fi un criminal care a conspirat să-și priveze familia sa de moștenitorul ei de drept. În furia sa, își dezlănțuie toate animalele, se sinucide și ucide aproape pe toată lumea, cu excepția lui Jean, Lionel și a unui martor. Jean a avut un contract cu Lionel, folosind Stația Abercrombie ca garanție, garantândui-se o rambursare de două milioane de dolari. La sfârșitul poveștii, nu știe ce să facă cu bogăția ei proaspăt strânsă. 

## Context
Vance a atribuit ideea acestei povestiri lui Damon Knight. În timp ce era redactor al revistei Worlds Beyond, Knight a prezentat o idee pentru o povestire și l-a întrebat pe Vance dacă o va scrie. Cu toate acestea, revista a încetat să mai fie publicată înainte ca povestirea să fie terminată și Vance a vândut-o în altă parte. Ceva mai târziu, potrivit lui Vance, l-a întâlnit din nou pe Knight care l-a complimentat pentru povestire, aparent fără a-și aminti că ideea îi aparține. 
Tema unei societăți corupte de tehnologie până la o obsolescență leneșă este comună lucrărilor lui Vance. Această temă are ecouri în nuvela sa premiată "The Last Castle" - „Ultimul castel”. 
Protagonistul Jean Parlier apare și în nuvela lui Vance "Cholwell's Chickens" - „ Puii lui Cholwell” (1952). 